# Metro w Córdobie
Metro w Córdobie – niezrealizowany system kolei podziemnej obsługującej komunikacyjnie Córdobę, w Argentynie. Miał składać się z 18,5 km i byłby drugim w Argentynie po metrze w Buenos Aires. Projekt został ostatecznie porzucony w 2014 roku.
W dniu 10 grudnia 2007 r. Sekretarz Transportu i Ruchu Drogowego ogłosił inicjatywę firm Iecsa/Gela do budowy podziemnego systemu w mieście Córdoba. Informację tę podano po spotkaniu z sekretarzem argentyńskiego Transportu, Ricardo Jaime, a 14 grudnia, gmina rozpoczęła techniczne i finansowe studia wykonalności.
10 kwietnia 2008 roku, prezydent Cristina Kirchner po spotkaniu z burmistrzem miasta Córdoba, Danielem Giacomino potwierdziła budowę metra. W 2010 roku podpisano umowę na rozpoczęcie prac z China Railway International.
W 2014 roku minister spraw wewnętrznych i transportu, Florencio Randazzo, poinformował że metro nie powstanie.